# Station Beusselstraße
Beusselstraße is een station van de S-Bahn van Berlijn, gelegen nabij gelijknamige straat, die de sporen ter plaatse kruist op een viaduct, en de Westhafen in het Berlijnse stadsdeel Moabit. Het station ligt aan de Ringbahn en opende op 1 mei 1894.
In 1867 begon de aanleg van een nieuwe spoorlijn ten oosten van het Berlijnse stadscentrum, die een aantal reeds bestaande kopstations met elkaar moest verbinden. In 1871 kwam de halve ringlijn gereed tussen de stations Moabit (aansluiting op de Lehrter Bahn) en Schöneberg, waar een aansluiting richting het Potsdamer Bahnhof werd gecreëerd. Zes jaar later kwam ook het westelijke deel van de ringlijn gereed. De lijn werd zowel gebruikt voor goederenvervoer als door stadstreinen, alles uiteraard met stoomtractie.

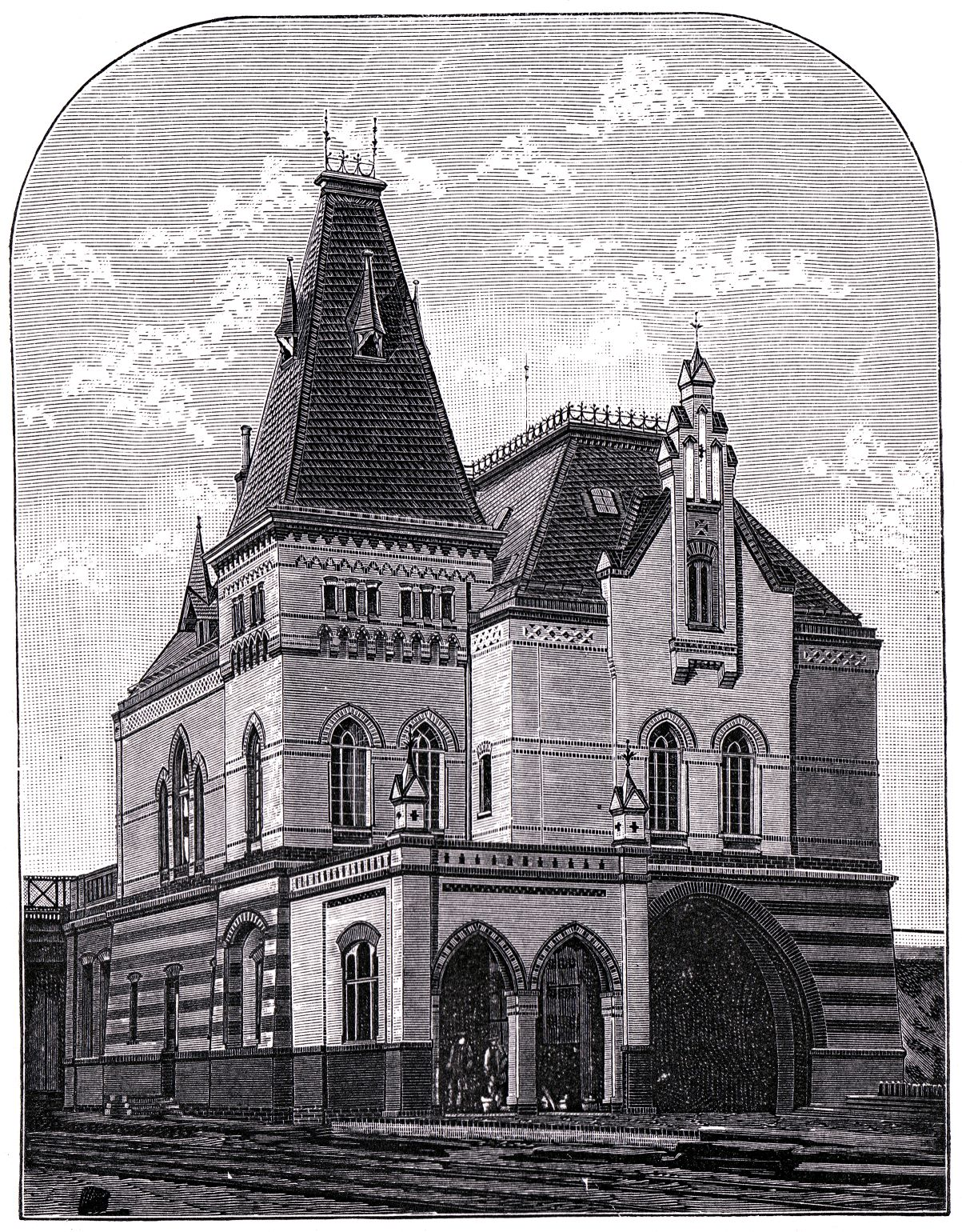
Aanzicht van het oorspronkelijke stationsgebouw

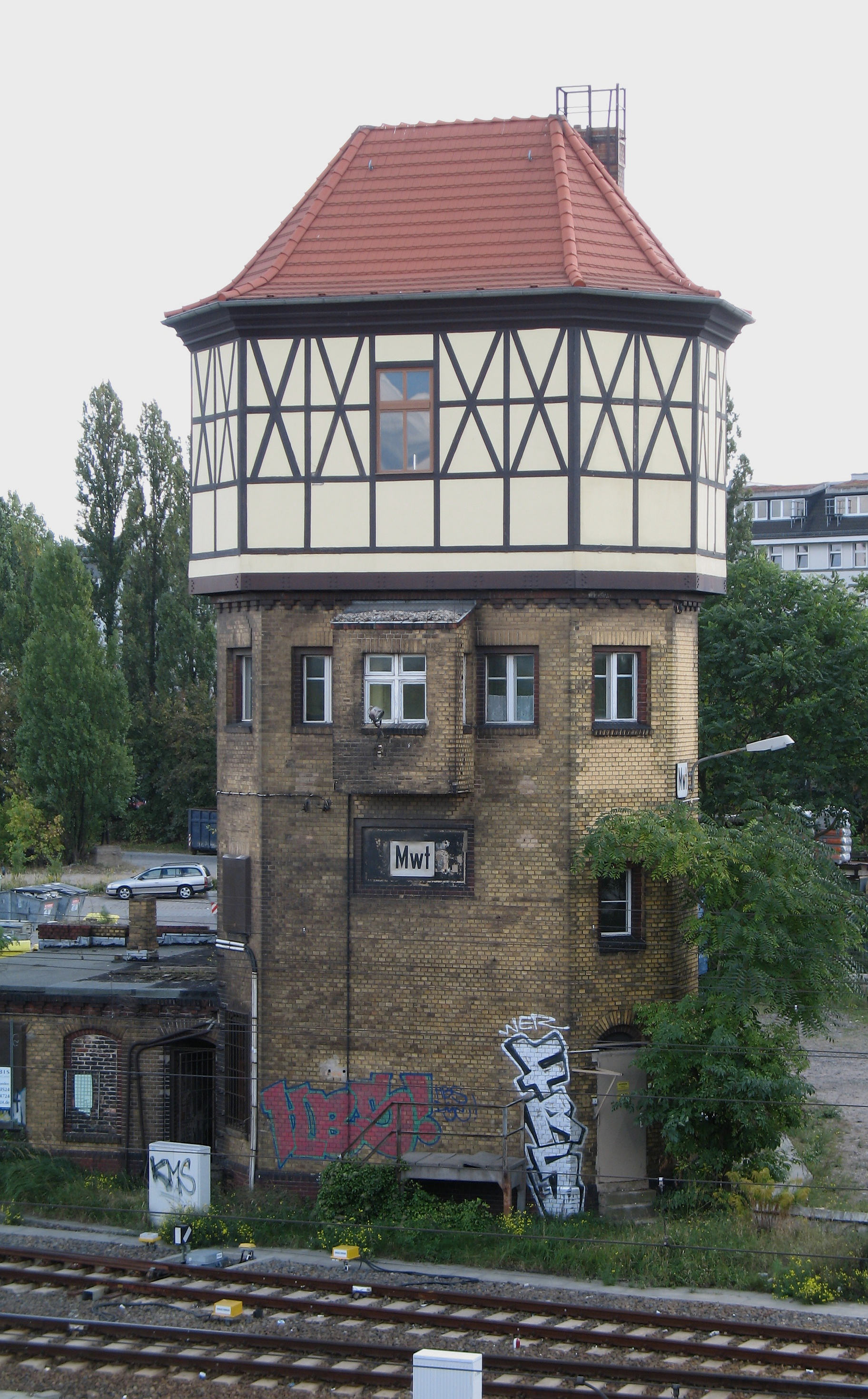
Voormalig seinhuis bij station Beusselstraße

Op 1 mei 1894 opende ter hoogte van de Beusselbrücke het nieuwe station Beusselstraße. Het verving station Moabit, dat slechts op zeer geringe afstand lag. Station Beusselstraße kreeg een eilandperron, dat aan de westzijde via trappen met de Beusselbrücke verbonden was. De eerste echte, elektrische S-Bahntreinen stopten in het station in februari 1929, toen de elektrificatie van de Ringbahn voltooid was.
Tijdens de Tweede Wereldoorlog raakte de toegang op de Beusselbrücke ernstig beschadigd, maar de ruïne van het stationsgebouw bleef toch nog in gebruik tot 1962, toen er een nieuw toegangsgebouw verrees. In 1975 werd Beusselstraße het eindpunt van treinen over de Siemensbahn, die bij station Jungfernheide van de Ringbahn aftakte. In station Jungfernheide was het perron waar deze treinen voorheen hun eindpunt hadden namelijk afgebroken in verband met de aanleg van metrolijn U7.
Het reizigersaantal van de S-Bahn was in het westen van de stad ondertussen sterk gedaald. De door de Oost-Duitse spoorwegen (Deutsche Reichsbahn) geëxploiteerde S-Bahn werd na de bouw van de Berlijnse Muur in 1961 namelijk massaal geboycot in West-Berlijn. Ook onder het West-Berlijnse S-Bahnpersoneel bestond grote ontevredenheid, die in september 1980 tot uitbarsting kwam met een staking. De Deutsche Reichsbahn greep de staking aan om flink in de toch al magere dienstregeling van het westelijke S-Bahnnet te snijden. Een aantal lijnen, waaronder de Ringbahn, zou helemaal niet meer bediend worden. Op 18 september 1980 sloot station Beusselstraße zijn deuren. In 1985 nam de reizigersbelangenorganisatie IGEB zijn intrek in het ongebruikte stationsgebouw, dat vier jaar later echter gesloopt zou worden.
Ook nadat het stadsvervoerbedrijf BVG de exploitatie van het westelijke S-Bahnnet in 1984 had overgenomen van de DR bleef de Ringbahn buiten gebruik. Pas in 1993 kwam het eerste deel van de S-Bahnring weer in dienst, tot aan station Westend. Vier jaar later was ook de verbinding met Jungfernheide hersteld en op 19 december 1999 bereikte de Ringbahn via station Beusselstraße zijn nieuwe voorlopige eindpunt Westhafen. Station Beusselstraße was ondertussen compleet herbouwd: het perron was heraangelegd, er waren nieuwe toegangen vanaf de Beusselbrücke gecreëerd en liften geïnstalleerd. Uiterlijk lijkt het station sindsdien sterk op zijn oosterbuur Westhafen, herbouwd in dezelfde periode. Drie jaar na de heropening van station Beusselstraße was de ring weer gedicht.
Sinds de herinvoering van de zogenaamde Vollring-dienst in 2006 wordt station Beusselstraße bediend door de lijnen S41 (ring met de klok mee) en S42 (tegen de klok in).